# Eucalyptus sparsicoma
Eucalyptus sparsicoma là một loài thực vật có hoa trong Họ Đào kim nương. Loài này được Brooker & Hopper mô tả khoa học đầu tiên năm 1991.